# Vulture-Gebiet

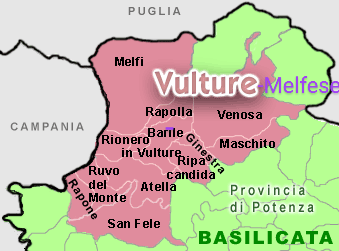
Karte des Vulture-Gebietes in Basilikata (Italien)

Das Vulture-Gebiet liegt in der Provinz Potenza im nordwestlichen Teil der Region Basilikata (Süditalien). Das Gebiet setzt sich aus den Gemeinden Atella, Barile, Ginestra, Melfi, Rapolla, Ripacandida, Rionero in Vulture, Maschito, Venosa, Ruvo del Monte, Rapolla und San Fele zusammen. Wahrzeichen und Namensgeber ist der von weitem sichtbare Monte Vulture (1326 m), ein seit langem erloschener Vulkan.
Der durch die Vulkanasche sehr fruchtbare Boden ist nicht nur reich an Mineralwässern, sondern erlaubt auch den Anbau von Wein und Oliven von hoher Qualität. Hier ist auch der berühmteste mit DOC ausgezeichnete Wein der Basilikata zu Hause, der Aglianico del Vulture.
Zu den wichtigsten Sehenswürdigkeiten zählen der Monte Vulture, die Abtei San Michele und die Laghi di Monticchio (zwei Maarseen) sowie die beiden Kastelle Friedrichs II. von Hohenstaufen in Castel Lagopesole (ein Ortsteil von Avigliano) und Melfi.